# راي ريتشموند
راي ريتشموند (بالإنجليزية: Ray Richmond)‏ هو لاعب كرة قاعدة أمريكي، ولد في 5 يونيو 1896 في فيلمور في الولايات المتحدة، وتوفي في 21 أكتوبر 1969 في دي سوتو في الولايات المتحدة.